# Sobel (piosenkarz)
Sobel, właśc. Szymon Sobel (ur. 22 listopada 2001  w Świdnicy) – polski piosenkarz popowy i hip-hopowy, raper, autor tekstów, kompozytor oraz producent muzyczny.
Popularność zyskał po wydaniu singla „Impreza”, który dostał certyfikat diamentowej płyty. Sukces powtórzył w 2020 roku singlem „Daj mi znać” nagranym z Michałem Szczygłem oraz solowym utworem „Fiołkowe pole” z 2021. Nominowany do Nagrody Muzycznej Fryderyk 2021 w kategorii Fonograficzny Debiut Roku. Raper wydał trzy albumy studyjne: Pułapka na motyle (2021), W związku z muzyką (2024), Napisz jak będziesz (2025) i minialbum Kontrast (2020).

## Dyskografia

### Albumy studyjne
| Rok  | Dane dot. albumu | Najwyższa pozycja na liście | Najwyższa pozycja na liście | Certyfikat              | Sprzedaż        |
| Rok  | Dane dot. albumu | POL                         | POL (Streaming)             | Certyfikat              | Sprzedaż        |
| ---- | --- | --------------------------- | --------------------------- | ----------------------- | --------------- |
| 2021 | Pułapka na motyle - Wydany: 15 kwietnia 2021 - Wytwórnia: Def Jam Recordings - Format: CD, digital download, media strumieniowe | 1                           | 7                           | - POL: diamentowa płyta | - POL: 150 000+ |
| 2024 | W związku z muzyką - Wydany: 23 sierpnia 2024 - Wytwórnia: Def Jam Recordings - Format: CD, digital download, streaming         | 1                           | 3                           | - POL: platynowa płyta  | - POL: 30 000+  |
| 2025 | Napisz jak będziesz - Wydany: 25 kwietnia 2025 - Wytwórnia: Def Jam Recordings - Format: CD, digital download, streaming        | 1                           | 1                           | - POL: platynowa płyta  | - POL: 30 000+  |

### Albumy koncertowe
| Rok  | Dane dot. albumu                                                                                                   |
| ---- | --- |
| 2025 | Enklawa S01E01: Sobel - Wydany: 20 maja 2025 - Wytwórnia: Def Jam Recordings - Format: digital download, streaming |

### Minialbumy
| Rok  | Dane dot. albumu | Najwyższa pozycja na liście | Certyfikat                | Sprzedaż       |
| Rok  | Dane dot. albumu | POL                         | Certyfikat                | Sprzedaż       |
| ---- | --- | --------------------------- | ------------------------- | -------------- |
| 2020 | Kontrast - Wydany: 25 czerwca 2020 - Wytwórnia: Universal Music Polska, Def Jam Recordings - Format: CD, digital download, media strumieniowe | 3                           | - POL: 3× platynowa płyta | - POL: 90 000+ |

### Single

#### Jako główny artysta
| Rok | Tytuł                                      | Najwyższe pozycje na listach | Najwyższe pozycje na listach | Najwyższe pozycje na listach | Najwyższe pozycje na listach | Najwyższe pozycje na listach | Najwyższe pozycje na listach | Najwyższe pozycje na listach | Najwyższe pozycje na listach | Najwyższe pozycje na listach | Najwyższe pozycje na listach | Najwyższe pozycje na listach | Najwyższe pozycje na listach | Najwyższe pozycje na listach | Najwyższe pozycje na listach | Najwyższe pozycje na listach | Najwyższe pozycje na listach | Najwyższe pozycje na listach | Najwyższe pozycje na listach | Najwyższe pozycje na listach | Najwyższe pozycje na listach | Najwyższe pozycje na listach | Najwyższe pozycje na listach | Najwyższe pozycje na listach | Certyfikat                 | Album                            |
| Rok | Tytuł                                      | POL                          | POL                          | POL                          | POL                          | POL                          | POL                          | ICE                          | POL                          | AUT                          | BEL                          | CZE                          | DEN                          | SPA                          | NLD                          | IRE                          | LUX                          | LAT                          | NOR                          | SVK                          | SWE                          | TUR                          | UKR                          | VNM                          | Certyfikat                 | Album                            |
| Rok | Tytuł                                      | AirPlay                      | AirPlay Nowości              | AirPlay TV                   | Billboard                    | Spotify                      | Apple Music                  | Apple Music                  | iTunes                       | iTunes                       | iTunes                       | iTunes                       | iTunes                       | iTunes                       | iTunes                       | iTunes                       | iTunes                       | iTunes                       | iTunes                       | iTunes                       | iTunes                       | iTunes                       | iTunes                       | iTunes                       | Certyfikat                 | Album                            |
| --- | ------------------------------------------ | ---------------------------- | ---------------------------- | ---------------------------- | ---------------------------- | ---------------------------- | ---------------------------- | ---------------------------- | ---------------------------- | ---------------------------- | ---------------------------- | ---------------------------- | ---------------------------- | ---------------------------- | ---------------------------- | ---------------------------- | ---------------------------- | ---------------------------- | ---------------------------- | ---------------------------- | ---------------------------- | ---------------------------- | ---------------------------- | ---------------------------- | -------------------------- | -------------------------------- |
| 2019 | „Chcę żyć”                                 | –                            | –                            | –                            | X                            | –                            | 146                          | –                            | 23                           | –                            | –                            | –                            | –                            | –                            | –                            | –                            | –                            | –                            | 163                          | –                            | –                            | –                            | –                            | –                            |                            | –                                |
| 2019 | „Wyglądasz tak pięknie”                    | –                            | –                            | –                            | X                            | 119                          | 112                          | 130                          | 1                            | –                            | –                            | –                            | 196                          | 179                          | –                            | 115                          | –                            | –                            | 25                           | –                            | 96                           | –                            | –                            | –                            | - POL: diamentowa płyta    | –                                |
| 2019 | „Impreza” (solowo lub z Lezterem)          | –/–                          | –/–                          | –/–                          | X                            | 5/3                          | 45/–                         | 22/–                         | 9/–                          | –/–                          | –/–                          | 57/–                         | –/–                          | –/–                          | 128/–                        | –/–                          | 21/–                         | –/–                          | 119/–                        | –/–                          | –/–                          | –/–                          | 22/–                         | 21/–                         | - POL: diamentowa płyta    | –                                |
| 2019 | „Kocham cię mamo”                          | –                            | –                            | –                            | X                            | –                            | –                            | –                            | 19                           | –                            | –                            | –                            | –                            | –                            | –                            | –                            | –                            | –                            | –                            | –                            | –                            | –                            | –                            | –                            | - POL: złota płyta         | –                                |
| 2019 | „Padam na ryj”                             | –                            | –                            | –                            | X                            | –                            | –                            | –                            | 40                           | –                            | –                            | –                            | –                            | –                            | –                            | –                            | –                            | –                            | –                            | –                            | –                            | –                            | –                            | –                            |                            | –                                |
| 2020 | „Presja”                                   | –                            | –                            | –                            | X                            | –                            | 150                          | –                            | –                            | 24                           | –                            | –                            | –                            | –                            | –                            | –                            | –                            | –                            | –                            | –                            | –                            | –                            | –                            | –                            | - POL: 3× platynowa płyta  | Kontrast                         |
| 2020 | „Tajne info”                               | –                            | –                            | –                            | X                            | –                            | –                            | –                            | –                            | –                            | –                            | –                            | –                            | –                            | –                            | –                            | –                            | –                            | –                            | –                            | –                            | –                            | –                            | –                            | - POL: złota płyta         | Kontrast                         |
| 2020 | „Każdego dnia” (oraz Piotrek Lewandowski)  | –                            | –                            | –                            | X                            | 29                           | 60                           | –                            | 11                           | –                            | –                            | 84                           | –                            | –                            | –                            | 172                          | –                            | –                            | 150                          | –                            | –                            | –                            | –                            | –                            | - POL: diamentowa płyta    | Kontrast                         |
| 2020 | „Dopiski” (oraz PSR)                       | –                            | –                            | –                            | X                            | –                            | –                            | –                            | 39                           | –                            | –                            | –                            | –                            | –                            | –                            | –                            | –                            | –                            | –                            | –                            | –                            | –                            | –                            | –                            |                            | Kontrast                         |
| 2020 | „#Hot16Challenge2”                         | –                            | –                            | –                            | X                            | –                            | –                            | 124                          | –                            | –                            | –                            | –                            | –                            | –                            | –                            | –                            | –                            | –                            | –                            | –                            | –                            | –                            | –                            | –                            |                            | –                                |
| 2020 | „Testarossa” (oraz Wiatr i Be Vis)         | –                            | –                            | –                            | X                            | 2                            | –                            | 62                           | 10                           | –                            | –                            | –                            | –                            | –                            | –                            | –                            | –                            | –                            | –                            | –                            | –                            | –                            | –                            | –                            | - POL: diamentowa płyta    | –                                |
| 2020 | „Jak ty” (oraz Bober)                      | –                            | –                            | –                            | X                            | –                            | –                            | –                            | –                            | –                            | –                            | –                            | –                            | –                            | –                            | –                            | –                            | –                            | –                            | –                            | –                            | –                            | –                            | –                            |                            | –                                |
| 2020 | „Raj” (oraz Young Igi i Czarny HIFI)       | –                            | –                            | –                            | X                            | –                            | –                            | –                            | –                            | –                            | –                            | –                            | –                            | –                            | –                            | –                            | –                            | –                            | –                            | –                            | –                            | –                            | –                            | –                            |                            | –                                |
| 2020 | „Kinol”                                    | –                            | –                            | –                            | X                            | 6                            | 30                           | 121                          | 6                            | –                            | –                            | –                            | –                            | –                            | –                            | –                            | –                            | –                            | –                            | –                            | –                            | –                            | –                            | –                            | - POL: 4× platynowa płyta  | Pułapka na motyle                |
| 2021 | „Alien” (oraz Magiera)                     | –                            | –                            | –                            | X                            | 4                            | 12                           | –                            | 10                           | –                            | –                            | –                            | –                            | –                            | –                            | –                            | –                            | –                            | –                            | –                            | –                            | –                            | –                            | –                            | - POL: 3× platynowa płyta  | Pułapka na motyle                |
| 2021 | „To ja” (oraz Deemz)                       | –                            | –                            | –                            | X                            | 16                           | –                            | –                            | –                            | –                            | –                            | –                            | –                            | –                            | –                            | –                            | –                            | –                            | –                            | –                            | –                            | –                            | –                            | –                            | - POL: platynowa płyta     | Pułapka na motyle                |
| 2021 | „Bandyta” (solowo lub z PSR)               | –                            | –                            | –                            | X                            | 2                            | 2                            | 183                          | 7                            | –                            | –                            | –                            | –                            | –                            | –                            | –                            | –                            | –                            | –                            | –                            | –                            | –                            | –                            | –                            | - POL: diamentowa płyta    | Pułapka na motyle                |
| 2021 | „Fiołkowe pole” (oraz Piotrek Lewandowski) | 21                           | 4                            | –                            | X                            | 1                            | 1                            | 116                          | 2                            | –                            | 142                          | 32                           | –                            | –                            | –                            | 83                           | –                            | 2                            | 45                           | –                            | 46                           | 70                           | –                            | –                            | - POL: 2× diamentowa płyta | Pułapka na motyle                |
| 2021 | „Patologiczny zew”                         | –                            | –                            | –                            | X                            | –                            | 29                           | –                            | 24                           | –                            | –                            | –                            | –                            | –                            | –                            | –                            | –                            | –                            | –                            | –                            | –                            | –                            | –                            | –                            | - POL: platynowa płyta     | Pułapka na motyle (reedycja)     |
| 2021 | „Cześć, jak się masz?” (oraz Sanah)        | 1                            | 1                            | 1                            | 24                           | 1                            | 1                            | –                            | 1                            | –                            | –                            | –                            | –                            | –                            | –                            | –                            | –                            | –                            | –                            | –                            | –                            | –                            | –                            | –                            | - POL: diamentowa płyta    | Pułapka na motyle (reedycja)     |
| 2022 | „Pull Up”                                  | –                            | –                            | –                            | X                            | –                            | –                            | –                            | –                            | –                            | –                            | –                            | –                            | –                            | –                            | –                            | –                            | –                            | –                            | –                            | –                            | –                            | –                            | –                            | - POL: złota płyta         | Pułapka na motyle (reedycja)     |
| 2022 | „Piękni ludzie”                            | 57                           | 5                            | –                            | 8                            | –                            | –                            | –                            | –                            | –                            | –                            | –                            | –                            | –                            | –                            | –                            | –                            | –                            | –                            | –                            | –                            | –                            | –                            | –                            | - POL: platynowa płyta     | W związku z muzyką               |
| 2023 | „Sextape” (gośc. Oki)                      | –                            | X                            | X                            | –                            | 14                           | –                            | –                            | –                            | –                            | –                            | –                            | –                            | –                            | –                            | –                            | –                            | –                            | –                            | –                            | –                            | –                            | –                            | –                            | - POL: platynowa płyta     | W związku z muzyką               |
| 2023 | „Muszę to wykrzyczeć” (gośc. Oki)          | –                            | X                            | X                            | –                            | 54                           | –                            | –                            | –                            | –                            | –                            | –                            | –                            | –                            | –                            | –                            | –                            | –                            | –                            | –                            | –                            | –                            | –                            | –                            | - POL: złota płyta         | W związku z muzyką               |
| 2024 | „Sierra Papa”                              | –                            | X                            | X                            | –                            | 68                           | –                            | –                            | –                            | –                            | –                            | –                            | –                            | –                            | –                            | –                            | –                            | –                            | –                            | –                            | –                            | –                            | –                            | –                            |                            | W związku z muzyką               |
| 2024 | „Niech boli”                               | –                            | X                            | X                            | 11                           | 18                           | –                            | –                            | –                            | –                            | –                            | –                            | –                            | –                            | –                            | –                            | –                            | –                            | –                            | –                            | –                            | –                            | –                            | –                            | - POL: platynowa płyta     | W związku z muzyką               |
| 2024 | „Mama powtarzała”                          | –                            | X                            | X                            | 10                           | 19                           | –                            | –                            | –                            | –                            | –                            | –                            | –                            | –                            | –                            | –                            | –                            | –                            | –                            | –                            | –                            | –                            | –                            | –                            | - POL: platynowa płyta     | W związku z muzyką               |
| 2024 | „Boże”                                     | –                            | X                            | X                            | –                            | 131                          | –                            | –                            | –                            | –                            | –                            | –                            | –                            | –                            | –                            | –                            | –                            | –                            | –                            | –                            | –                            | –                            | –                            | –                            |                            | W związku z muzyką               |
| 2024 | „Wynalazek Filipa Golarza” (oraz Sanah)    | 4                            | X                            | X                            | 2                            | –                            | –                            | –                            | –                            | –                            | –                            | –                            | –                            | –                            | –                            | –                            | –                            | –                            | –                            | –                            | –                            | –                            | –                            | –                            |                            | Kleks i wynalazek Filipa Golarza |
| 2024 | „Kochasz?”                                 | 3                            | X                            | X                            | 1                            | –                            | –                            | –                            | –                            | –                            | –                            | –                            | –                            | –                            | –                            | –                            | –                            | –                            | –                            | –                            | –                            | –                            | –                            | –                            | - POL: 2× platynowa płyta  | Napisz jak będziesz              |
| 2025 | „Szary blok” (oraz Oki)                    | –                            | X                            | X                            | 4                            | –                            | –                            | –                            | –                            | –                            | –                            | –                            | –                            | –                            | –                            | –                            | –                            | –                            | –                            | –                            | –                            | –                            | –                            | –                            |                            | –                                |
| 2025 | „Z tyłu głowy”                             | 38                           | X                            | X                            | 2                            | –                            | –                            | –                            | –                            | –                            | –                            | –                            | –                            | –                            | –                            | –                            | –                            | –                            | –                            | –                            | –                            | –                            | –                            | –                            | - POL: złota płyta         | Napisz jak będziesz              |
| 2025 | „Dwoje ludzieńków” (oraz Sanah)            | –                            | X                            | X                            | 4                            | –                            | –                            | –                            | –                            | –                            | –                            | –                            | –                            | –                            | –                            | –                            | –                            | –                            | –                            | –                            | –                            | –                            | –                            | –                            |                            | Dwoje ludzieńków                 |
| 2025 | „Balasana”                                 | –                            | X                            | X                            | 5                            | –                            | –                            | –                            | –                            | –                            | –                            | –                            | –                            | –                            | –                            | –                            | –                            | –                            | –                            | –                            | –                            | –                            | –                            | –                            |                            | Napisz jak będziesz              |
| 2025 | „Cha cha”                                  | –                            | X                            | X                            | 1                            | –                            | –                            | –                            | –                            | –                            | –                            | –                            | –                            | –                            | –                            | –                            | –                            | –                            | –                            | –                            | –                            | –                            | –                            | –                            | - POL: złota płyta         | Napisz jak będziesz              |
| „–” oznacza, że singiel nie był notowany na danej liście. „X” oznacza, że lista nie istniała w danym okresie. |                                            |                              |                              |                              |                              |                              |                              |                              |                              |                              |                              |                              |                              |                              |                              |                              |                              |                              |                              |                              |                              |                              |                              |                              |                            |                                  |

#### Jako gość
| Rok | Tytuł                                                    | Najwyższe pozycje na listach | Najwyższe pozycje na listach | Najwyższe pozycje na listach | Najwyższe pozycje na listach | Najwyższe pozycje na listach | Certyfikat                 | Album           |
| Rok | Tytuł                                                    | OLiS str.                    | Billboard                    | Apple Music                  | iTunes                       | Spotify                      | Certyfikat                 | Album           |
| Rok | Tytuł                                                    | POL                          | POL                          | POL                          | POL                          | POL                          | Certyfikat                 | Album           |
| --- | -------------------------------------------------------- | ---------------------------- | ---------------------------- | ---------------------------- | ---------------------------- | ---------------------------- | -------------------------- | --------------- |
| 2020 | „Ze światłem” (El Kapuczino, gościnnie: Sobel)           | X                            | X                            | –                            | –                            | –                            |                            |                 |
| 2020 | „(Nie) Najlepszy” (Bonson, gościnnie: Sobel i Uszer Zdp) | X                            | X                            | –                            | 22                           | –                            |                            |                 |
| 2020 | „Cała twoja” (Cleo, gościnnie: Sobel)                    | X                            | X                            | –                            | 73                           | –                            |                            | SuperNOVA       |
| 2020 | „Fiesta” (Deemz, gościnnie: Smolasty i Sobel)            | X                            | X                            | 102                          | 56                           | 65                           | - POL: platynowa płyta     | Sauce           |
| 2021 | „Rutyna” (Deemz, gościnnie: Oki i Sobel)                 | X                            | X                            | 22                           | 26                           | 10                           | - POL: platynowa płyta     | Sauce           |
| 2021 | „Drobna zabawa” (Magiera; gośc. Sobel)                   | X                            | X                            |                              |                              |                              | - POL: 2× diamentowa płyta | Feat.           |
| 2022 | „Dzielny pacjent” (Oki, gościnnie: Sobel i Young Igi)    | X                            | –                            | –                            | –                            | –                            | - POL: platynowa płyta     | Produkt47       |
| 2023 | „Spam” (Malik Montana, gościnnie: Sobel)                 | –                            | –                            | –                            | –                            | –                            |                            | Adwokat diabła  |
| 2023 | „Uzi” (Białas, gośc. Sobel)                              | 1                            | 1                            | –                            | –                            | –                            | - POL: 3× platynowa płyta  | Newcomer        |
| 2023 | „Pieniądze i sława” (SB Maffija, gośc. Sobel)            |                              |                              |                              |                              |                              | - ZPAV: złota płyta        | Hotel Maffija 3 |
| 2023 | „1000 lat” (Waima; gośc. Sobel)                          |                              |                              |                              |                              |                              |                            | Cameleo         |
| 2024 | „Ile lat?” (Oki; gośc. Sobel)                            |                              |                              |                              |                              |                              | - POL: 2× platynowa płyta  | ERA47           |
| „–” oznacza, że utwór nie był notowany na danej liście. „X” oznacza, że lista nie istniała w danym okresie. |                                                          |                              |                              |                              |                              |                              |                            |                 |

#### Single promocyjne
| Rok                                                       | Tytuł                                                    | Najwyższe pozycje na listach | Najwyższe pozycje na listach | Najwyższe pozycje na listach | Najwyższe pozycje na listach | Najwyższe pozycje na listach | Najwyższe pozycje na listach | Najwyższe pozycje na listach | Najwyższe pozycje na listach | Najwyższe pozycje na listach | Najwyższe pozycje na listach | Najwyższe pozycje na listach | Certyfikat                | Album    |
| Rok                                                       | Tytuł                                                    | AirPlay                      | AirPlay Nowości              | Spotify                      | Apple Music                  | Apple Music                  | iTunes                       | iTunes                       | iTunes                       | iTunes                       | iTunes                       | iTunes                       | Certyfikat                | Album    |
| Rok                                                       | Tytuł                                                    | POL                          | POL                          | POL                          | POL                          | ICE                          | POL                          | AUT                          | BEL                          | CZE                          | IRE                          | SWI                          | Certyfikat                | Album    |
| --------------------------------------------------------- | -------------------------------------------------------- | ---------------------------- | ---------------------------- | ---------------------------- | ---------------------------- | ---------------------------- | ---------------------------- | ---------------------------- | ---------------------------- | ---------------------------- | ---------------------------- | ---------------------------- | ------------------------- | -------- |
| 2020                                                      | „Tajne info” (Remix) (oraz Siles)                        | –                            | –                            | –                            | –                            | –                            | –                            | –                            | –                            | –                            | –                            | –                            |                           | Kontrast |
| 2020                                                      | „Daj mi znać” (gościnnie: Michał Szczygieł)              | 13                           | 1                            | 39                           | 14                           | –                            | 1                            | –                            | 181                          | 45                           | 35                           | –                            | - POL: 4× platynowa płyta | Kontrast |
| 2021                                                      | „Kinol (bez bitu)” (oraz Bez Bitu, gościnnie: Moo Latte) | –                            | –                            | –                            | –                            | 41                           | –                            | –                            | –                            | –                            | –                            | –                            |                           | –        |
| „–” oznacza, że singiel nie był notowany na danej liście. |                                                          |                              |                              |                              |                              |                              |                              |                              |                              |                              |                              |                              |                           |          |

### Inne notowane lub certyfikowane utwory
| Rok                                                     | Tytuł                               | Najwyższe pozycje na listach | Najwyższe pozycje na listach | Najwyższe pozycje na listach | Najwyższe pozycje na listach | Najwyższe pozycje na listach | Najwyższe pozycje na listach | Certyfikat                | Album               |
| Rok                                                     | Tytuł                               | Apple Music                  | Apple Music                  | iTunes                       | iTunes                       | iTunes                       | Spotify                      | Certyfikat                | Album               |
| Rok                                                     | Tytuł                               | POL                          | ICE                          | POL                          | GER                          | BEL                          | POL                          | Certyfikat                | Album               |
| ------------------------------------------------------- | ----------------------------------- | ---------------------------- | ---------------------------- | ---------------------------- | ---------------------------- | ---------------------------- | ---------------------------- | ------------------------- | ------------------- |
| 2020                                                    | „Dosyć łez”                         | –                            | –                            | –                            | –                            | –                            | –                            | - POL: złota płyta        | Kontrast            |
| 2020                                                    | „Biznes”                            | 136                          | 64                           | 8                            | –                            | –                            | 37                           | - POL: 2× platynowa płyta | Kontrast            |
| 2021                                                    | „Joker” (Żabson, gościnnie: Sobel)  | 129                          | –                            | –                            | –                            | –                            | 61                           |                           | Ziomalski Mixtape   |
| 2021                                                    | „Zaczarowany mózg” (gościnnie: PSR) | 45                           | –                            | 61                           | –                            | –                            | 18                           | - POL: złota płyta        | Pułapka na motyle   |
| 2021                                                    | „Kapie deszcz”                      | 48                           | –                            | –                            | –                            | –                            | 22                           | - POL: złota płyta        | Pułapka na motyle   |
| 2021                                                    | „Puzzle”                            | 36                           | –                            | 88                           | –                            | –                            | 21                           | - POL: złota płyta        | Pułapka na motyle   |
| 2021                                                    | „Jeden mały problem”                | 45                           | –                            | 87                           | –                            | –                            | 26                           | - POL: złota płyta        | Pułapka na motyle   |
| 2021                                                    | „To ja” (gościnnie: Deemz)          | 50                           | 64                           | 43                           | –                            | –                            | 14                           |                           | Pułapka na motyle   |
| 2021                                                    | „Gruby temat”                       | 51                           | –                            | –                            | –                            | –                            | 30                           | - POL: złota płyta        | Pułapka na motyle   |
| 2021                                                    | „Nie teraz”                         | –                            | –                            | 20                           | –                            | –                            | 8                            | - POL: platynowa płyta    | Pułapka na motyle   |
| 2021                                                    | „Restart” (gościnnie: Gedz i Deemz) | 68                           | –                            | –                            | –                            | –                            | 31                           | - POL: złota płyta        | Pułapka na motyle   |
| 2021                                                    | „Pobudka” (gościnnie: Oki i PSR)    | 64                           | –                            | –                            | –                            | –                            | 27                           | - POL: złota płyta        | Pułapka na motyle   |
| 2025                                                    | „Całe lato”                         | –                            | –                            | –                            | –                            | –                            | –                            | - POL: złota płyta        | Napisz jak będziesz |
| „–” oznacza, że utwór nie był notowany na danej liście. |                                     |                              |                              |                              |                              |                              |                              |                           |                     |